# Alfio Molina
Alfio Molina (* 20. April 1948 in Lugano) ist ein ehemaliger Schweizer Eishockeytorhüter, der während seiner aktiven Karriere ausschliesslich für den HC Lugano gespielt hat.

## Karriere
Im Alter von 15 Jahren wurde Molina im Verlauf der Saison 1963/64 erstmals von Trainer Elwin Friedrich in der Erstligamannschaft des HC Lugano eingesetzt, mit dem er den Aufstieg in die Nationalliga B erreichte. Im selben Jahr lief er zum ersten Mal für die Schweizer Juniorennationalmannschaft aufs Eis. Gegner dieses ersten Länderspiels in München war die Deutsche Demokratische Republik. Im Verlauf der Spielzeit 1970/71 wurde Molina, der als Bauzeichner bei der Gemeinde Lugano arbeitete, erstmals in die Herrennationalmannschaft der Schweiz berufen und war zunächst Back-up hinter Gérald Rigolet. Den Gewinn des ersten Meistertitels des HC Lugano erlebte er vorwiegend abseits des Eises – aufgrund einer Knieoperation bestritt der Tessiner lediglich zwei Spiele und wurde während dieser Zeit von Thierry Andrey vertreten.
Auf internationaler Ebene absolvierte Molina 64 Länderspiele für die Schweiz. Er nahm an den Olympischen Winterspielen 1972 und 1976 teil. Ausserdem stand er bei vier WM-Turnieren für sein Heimatland auf dem Eis.
Nach seinem Karriereende wurde Molinas Trikotnummer 1 vom HC Lugano gesperrt und seither an keinen Spieler mehr vergeben.

## Erfolge und Auszeichnungen
- 1986 Schweizer Meister mit dem HC Lugano
- 1987 Schweizer Meister mit dem HC Lugano